# Efrahim Kamberoğlu
Efrahim Kamberoğlu nebo bulharsky Efraim Kamberov (* 30. července 1957) je bývalý původem bulharský zápasník–volnostylař turecké národnosti.

## Sportovní kariéra
Je rodákem z bulharské obštiny Omurtag z obce Vrani Kon v Targovišťské oblasti. Připravoval se v Sofii po boku Ismaila Abilova v klubu Slavija. V roce 1981 olympijského vítěze Abilova nahradil v bulharské volnostylařské reprezentaci ve váze do 82 kg. V roce 1984 však patřil ke sportovcům, které bojkot zemí východního bloku připravil o pěkný výsledek na olympijských hrách v Los Angeles.
Od roku 1985 ho ve váze do 82 kg nahradil na pozici reprezentační jedničky Aleksandar Nanev. Střídavě proto startoval ve váze do 90 kg. V roce 1988 se do bulharské olympijské nominace pro olympijské hry v Soulu nevešel. V roce 1989 odešel s rodinou do Turecka. Turecko krátce reprezentoval počátkem devadesátých let dvacátého století. V roce 1992 dostal v turecké olympijské nominaci na olympijské hry v Barceloně přednost Kenan Şimşek.
Po skončení sportovní kariéry se věnoval trenérské práci. Žije na předměstí Istanbulu v Avcılaru.

## Výsledky
| Turnaj             | Bulharská lidová republika | Bulharská lidová republika | Bulharská lidová republika | Bulharská lidová republika | Bulharská lidová republika | Bulharská lidová republika | Bulharská lidová republika | Bulharská lidová republika | Bulharská lidová republika | Bulharská lidová republika | Bulharská lidová republika | Bulharská lidová republika | Turecko | Turecko |
| Turnaj             | 1978                       | 1979                       | 1980                       | 1981                       | 1982                       | 1983                       | 1984                       | 1985                       | 1986                       | 1987                       | 1988                       | 1989                       | 1990    | 1991    |
| Turnaj             | 21                         | 22                         | 23                         | 24                         | 25                         | 26                         | 27                         | 28                         | 29                         | 30                         | 31                         | 32                         | 33      | 34      |
| Turnaj             | −82                        | −82                        | −82                        | −82                        | −82                        | −82                        | −82                        |                            |                            | −90                        |                            |                            | −90     | −90     |
| ------------------ | -------------------------- | -------------------------- | -------------------------- | -------------------------- | -------------------------- | -------------------------- | -------------------------- | -------------------------- | -------------------------- | -------------------------- | -------------------------- | -------------------------- | ------- | ------- |
| Olympijské hry     |                            |                            | —                          |                            |                            |                            | —                          |                            |                            |                            | —                          |                            |         |         |
| Mistrovství světa  | —                          | —                          |                            | 2.                         | 2.                         | 3.                         |                            | —                          | ?                          | —                          |                            | —                          | —       | —       |
| Mistrovství Evropy | —                          | úč.                        | —                          | 2.                         | 1.                         | 2.                         | 1.                         | ?                          | —                          | 2.                         | —                          | —                          | —       | 3.      |
| ME nadějí          | 1.                         |                            |                            |                            |                            |                            |                            |                            |                            |                            |                            |                            |         |         |